# Wernicke River
Der Wernicke River ist ein 15 Kilometer langer linker Nebenfluss des Copper Rivers im US-Bundesstaat Alaska.

## Verlauf
Der Wernicke River wird in den Chugach Mountains auf einer Höhe von etwa 250 m vom Wernicke-Gletscher gespeist. Er fließt anfangs nach Nordwesten, später nach Südwesten. Die Mündung des Wernicke Rivers liegt auf einer Höhe von 56 m. Auf der gegenüberliegenden Talseite befindet sich das Ende des Allen-Gletschers. 

## Name
Benannt wurde der Fluss im Jahr 1910 von Lawrence Martin vom United States Geological Survey (USGS) nach L. Wernicke, einem Ingenieur, der am Bau der Copper River and Northwestern Railway beteiligt war.